# Roodkapje (1995)
Roodkapje is een Japanse animatiefilm uit 1995, geproduceerd door Jetlag Productions en gedistribueerd door Goodtimes Home Entertainment

## Verhaal
De film gaat over het meisje Roodkapje. Ze gaat op een dag naar haar zieke grootmoeder. Onderweg komt ze verschillende personages tegen. Ze helpt een hert met het vinden van bloemen, verzorgt een gewonde vogel en leert hem vliegen en bouwt een dam met de bevers. De Grote Boze Wolf probeert haar telkens op te eten. Uiteindelijk komt de wolf eerder aan bij grootmoeder en sluit haar op in de kast. De wolf probeert ook Roodkapje te vangen als ze aangekomen is, zodat ze allebei opgegeten kunnen worden. Roodkapje roept echter door een melodie te fluiten de dieren in het bos op, die de wolf net zo ver verjagen tot hij van de waterval in de rivier valt

## Liedjes
In de film zitten 3 liedjes, gezongen door Bernadette Kraakman:
1. Kleine Roodkapje
2. Fluit maar
3. We zijn een team

Fluit maar
Fluit maar is een liedje dat Roodkapje leert van de vogel Twiet. Het gaat erover dat Roodkapje hem altijd met de melodie van dit liedje om hulp kan vragen door het te fluiten. Aan het einde van de film gebruikt Roodkapje dat om van de wolf af te komen

## Cast
In de Nederlandse nasynchronisatie worden de stemmen ingesproken door Angélique de Boer, Fred Butter, Paul van Gorcum, Hans Karsenbarg, Corry van der Linden, Lex Passchier, Jody Pijper en Edward Reekers.

## Thuismedia
De film verscheen internationaal op video en dvd. Bij de Nederlandse dvd werd de film samen met De notenkraker uitgebracht. De VHS werd tweemaal uitgebracht, eenmaal met een blauwe cover en eenmaal met een gele cover.